# COMDEX
COMDEX (Computer Dealer’s Exhibition) – targi komputerowe organizowane corocznie w listopadzie w latach 1979–2003 w Las Vegas w Stanach Zjednoczonych. Inicjatorem organizacji targów był Sheldon Adelson.

## Historia
Były to jedne z największych targów komputerowych na świecie – w pierwszej imprezie, która odbyła się w MGM Grand Las Vegas, udział wzięło 150 wystawców, odwiedziło ją 4 tys. osób. Od 1981 roku w Nowym Jorku organizowane były targi COMDEX/Spring. W 1995 roku w targach COMDEX udział wzięło 200 tys. osób. Począwszy od 2000 roku niektóre większe firmy, jak IBM, Apple Computer i Compaq (potem wchłonięty przez Hewlett-Packard), zdecydowały się nie brać udziału w targach ze względu na szybko rosnące koszty i spadek poziomu imprezy.
Ostatnie targi w Las Vegas odbyły się w listopadzie 2003 roku przyciągając jedynie 550 wystawców i 40 000 odwiedzających. W czerwcu 2004 roku zrezygnowano z organizacji COMDEX, przez co Consumer Electronics Show zastąpiło tego typu targi w Las Vegas.